# Paolo Bertoli
Paolo Bertoli (Camporgiano, 1 februari 1908 – Rome, 8 november 2001) was een Italiaans geestelijke en kardinaal van de Katholieke Kerk.
Hij studeerde aan het seminarie van Lucca en aan het Pauselijk Romeins Seminarie, waar hij promoveerde in zowel de theologie als de wijsbegeerte. Aan het Pauselijk Athenaeum San Apollinare promoveerde hij daarnaast in de beide rechten. Hij werd op 15 augustus 1930 priester gewijd. In 1933 trad hij in diplomatieke dienst van de Heilige Stoel. Hij werd eerst auditor, en later secretaris op de apostolische nuntiatuur in Belgrado. Hij werkte vervolgens op de nuntiatuur in Frankrijk en vanaf 1942 in Haïti. In 1949 werd hij benoemd op de nuntiatuur in Praag, maar hij kon de benoeming niet aanvaarden omdat deze op bezwaar stuitte van de communistische regering van Tsjechoslowakije.
Op 24 maart 1952 benoemde paus Pius XII Bertoli tot titulair aartsbisschop van Nicomedia en tot apostolisch delegaat in Turkije. Hij ontving zijn bisschopswijding uit handen van Eugène Tisserant. In 1953 werd hij nuntius in Colombia. In 1959 werd hij nuntius in Libanon en een jaar later in Frankrijk. Hij nam deel aan het Tweede Vaticaans Concilie.
Tijdens het consistorie van 28 april 1969 creëerde paus Paulus VI hem kardinaal. De San Girolamo della Carità werd zijn titeldiakonie. Even later werd hij benoemd tot prefect van de Congregatie voor de Heilig- en Zaligsprekingsprocessen. Op 5 maart 1973 werd hij bevorderd tot kardinaal-priester; zijn titeldiakonie werd nu pro hac vice zijn titelkerk.
Kardinaal Bertoli nam deel aan de conclaven van augustus en oktober 1978, waarbij respectievelijk paus Johannes Paulus I en II gekozen werden. Tijdens het eerste van die conclaven wist hij in de eerste stemronde zelf enkele stemmen te verwerven. Johannes Paulus II benoemde hem in 1979 tot camerlengo (kamerheer van de Kerk) en bevorderde hem tot kardinaal-bisschop van het suburbicair bisdom Frascati. Hij zou tot 1985 Camerlengo blijven.
Hij overleed in 2001. Paus Johannes Paulus II ging voor in de requiemmis die te zijner nagedachtenis werd gehouden.